# Élections législatives vincentaises de 1954
Les élections législatives vincentaises de 1954 se sont déroulées le 16 août 1954 à Saint-Vincent-et-les-Grenadines. Cinq des huit sièges à pourvoir sont remportés par des indépendants, tandis que le Parti politique populaire (PPP) remporte les trois restants. Ebenezer Joshua (PPP) devient le premier Ministre en Chef en 1956.

## Conseil législatif
Le conseil législatif de Saint-Vincent-et-les-Grenadines est composé de quatorze membres dont huit au suffrage universel direct.
Siège ainsi au conseil le gouverneur de la colonie, dit « Administrateur », représentant la Couronne. Deux membres siégeant d'office : le procureur de la couronne et le trésorier, ainsi que trois membres nommés par le gouverneur. Enfin, huit membres sont élus au scrutin uninominal majoritaire à un tour par la population.

## Résultats
|                           |                                 |         |       |       |        |               |  |  |  |
| Parti                     | Parti                           | Voix    | %     | +/-   | Sièges | +/-           |  |  |  |
|                           | Parti politique populaire (PPP) | 6 301   | 40,29 | Nv    | 3      | en stagnation |  |  |  |
|                           | Indépendants (Ind)              | 9 339   | 59,71 | 48,12 | 5      | 5             |  |  |  |
|                           |                                 |         |       |       |        |               |  |  |  |
| Votes valides             | Votes valides                   | 15 640  | 89,65 |       |        |               |  |  |  |
| Votes blancs et invalides | Votes blancs et invalides       | 1 825   | 10,35 |       |        |               |  |  |  |
| Total                     | Total                           | 17 465  | 100   | –     | 8      | en stagnation |  |  |  |
| Abstentions               | Abstentions                     | 117 233 | 40,16 |       |        |               |  |  |  |
| Inscrits / participation  | Inscrits / participation        | 29 188  | 59,84 |       |        |               |  |  |  |

| Majorité absolue |     |
| ↓                |     |
| 5                | 3   |
| Ind              | PPP |

## Résultats par circonscription[1]
- PPP : Parti politique populaire (People's Political Party), nombre de candidats présentés : 8, chef : Ebenezer Joshua
- IND : Indépendants, nombre de candidats présentés : 19

Nombre total de candidat : 27
| Circonscription  | Parti | Parti | Suffrages | Suffrages | Suffrages | Inscrits | Partici- pation |
| Circonscription  | PPP   | IND   | Valides   | Invalides | Total     | Inscrits | Partici- pation |
| ---------------- | ----- | ----- | --------- | --------- | --------- | -------- | --------------- |
| North Leeward    | 1 515 | 1 465 | 2 980     | 140       | 3 120     | 3 832    | 81,42 %         |
| South Leeward    | 1 514 | 323   | 1 837     | 184       | 2 021     | 3 605    | 56,06 %         |
| Kingstown        | 596   | 1 207 | 1 803     | 107       | 1 910     | 4 308    | 44,34 %         |
| St. George       | 482   | 1 360 | 1 842     | 252       | 2 094     | 3 906    | 53,61 %         |
| South Windward   | 35    | 1 958 | 1 993     | 546       | 2 539     | 3 854    | 65,88 %         |
| Central Windward | 422   | 1 542 | 1 964     | 264       | 2 228     | 3 898    | 57,16 %         |
| North Windward   | 1 614 | 427   | 2 041     | 177       | 2 218     | 3 659    | 60,62 %         |
| Grenadines       | 123   | 1 057 | 1 180     | 155       | 1 335     | 2 126    | 62,79 %         |
| Total            | 6 301 | 9 339 | 15 640    | 1 825     | 17 465    | 29 188   | 59,84 %         |

## Représentants élus
| Circonscription  | Représentant sortant    | Parti | Parti | Représentant élu        | Parti | Parti |
| ---------------- | ----------------------- | ----- | ----- | ----------------------- | ----- | ----- |
| North Leeward    | Samuel Eric Slater      |       | HAL   | Edmund Arnold Joachim   |       | PPP   |
| South Leeward    | Herman Fraser Young     |       | HAL   | Herman Fraser Young     |       | PPP   |
| Kingstown        | Rudolph Elliott Baynes  |       | HAL   | Rudolph Elliott Baynes  |       | IND   |
| St. George       | Julian Augustus Baynes  |       | HAL   | Julian Augustus Baynes  |       | IND   |
| South Windward   | Evans Berkley Morgan    |       | HAL   | Levi Calvert Latham     |       | IND   |
| Central Windward | George Hamilton Charles |       | HAL   | George Hamilton Charles |       | IND   |
| North Windward   | Ebenezer Joshua         |       | HAL   | Ebenezer Joshua         |       | PPP   |
| Grenadines       | Clive Leonard Tannis    |       | HAL   | Clive Leonard Tannis    |       | IND   |